# 背心

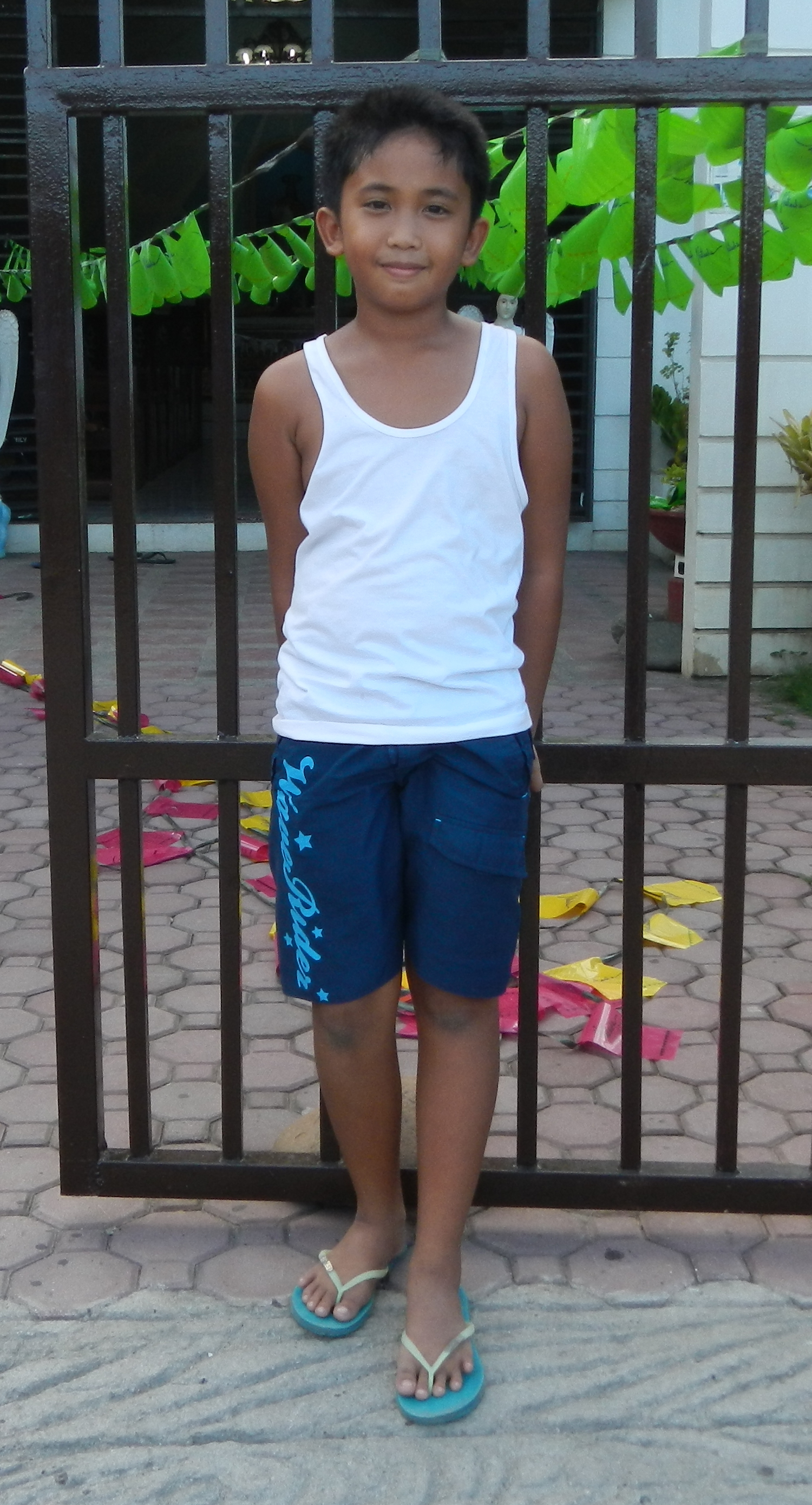
穿着背心的菲律宾男孩

背心，是对无袖上衣的统称，包括作為內衣的背心（美式英語：Undershirt；英式英語：Vest）與作為外套的背心（美式英語：Vest；英式英語：Waistcoat）。穿著對象不限性別，但男用背心和女用背心在設計、穿著場合、剪裁等方面都各具差異。另外，背心或马甲也被用来指穿在其他衣服上面的無袖外衣，其作用包括保暖、美觀、修飾等。

## 词源
背心一词义爲“当背当心”（当通挡），中国背心的原型是魏晋南北朝时期的裲裆，仿自汉代的裲裆铠，宋代起称作背心。在近现代用作无袖上衣、吊带短装的统称。
马甲一词来自满族服饰，作为骑马时所用的衣物，方便穿脱；而马甲的原型则是汉服罩甲。後来马甲也在北方用于统称无袖上衣。

### 各地称呼
背心在台湾称为吊嘎，来源于闽南语“吊䘥仔”（tiàu-kah-á）的音译；山西晋语等一些方言称为“二股筋”、“两根筋”。日本和韩国称为跑步衬衫（日语：ランニングシャツ）。
在英国，尤其是用作汗衫时，它被称为Vest（比较美国对Vest的用法）。在澳大利亚和新西兰被称为Singlet，印度次大陆称为巴尼扬（Baniyan）或甘吉（Ganji）。在菲律宾，无袖汗衫被称为桑多（Sando）。

## 背心類型

### 運動背心
亦稱跨栏背心、A-Shirt（Athletic shirt之縮寫，因常見於田徑、健身等運動而得名）；是最普遍的男用背心，也漸有女性穿著的趨勢。運動背心通常是襯衣，但天氣炎熱時也有人單穿，而且常被當作便服或睡衣。運動背心的剪裁通常較為簡單（無領子、鈕扣和口袋）並且貼身透氣，材質多為棉或其他較吸汗的人造纖維等。
此类背心中还有白色U领的汗背心，现多见于中老年人穿着。

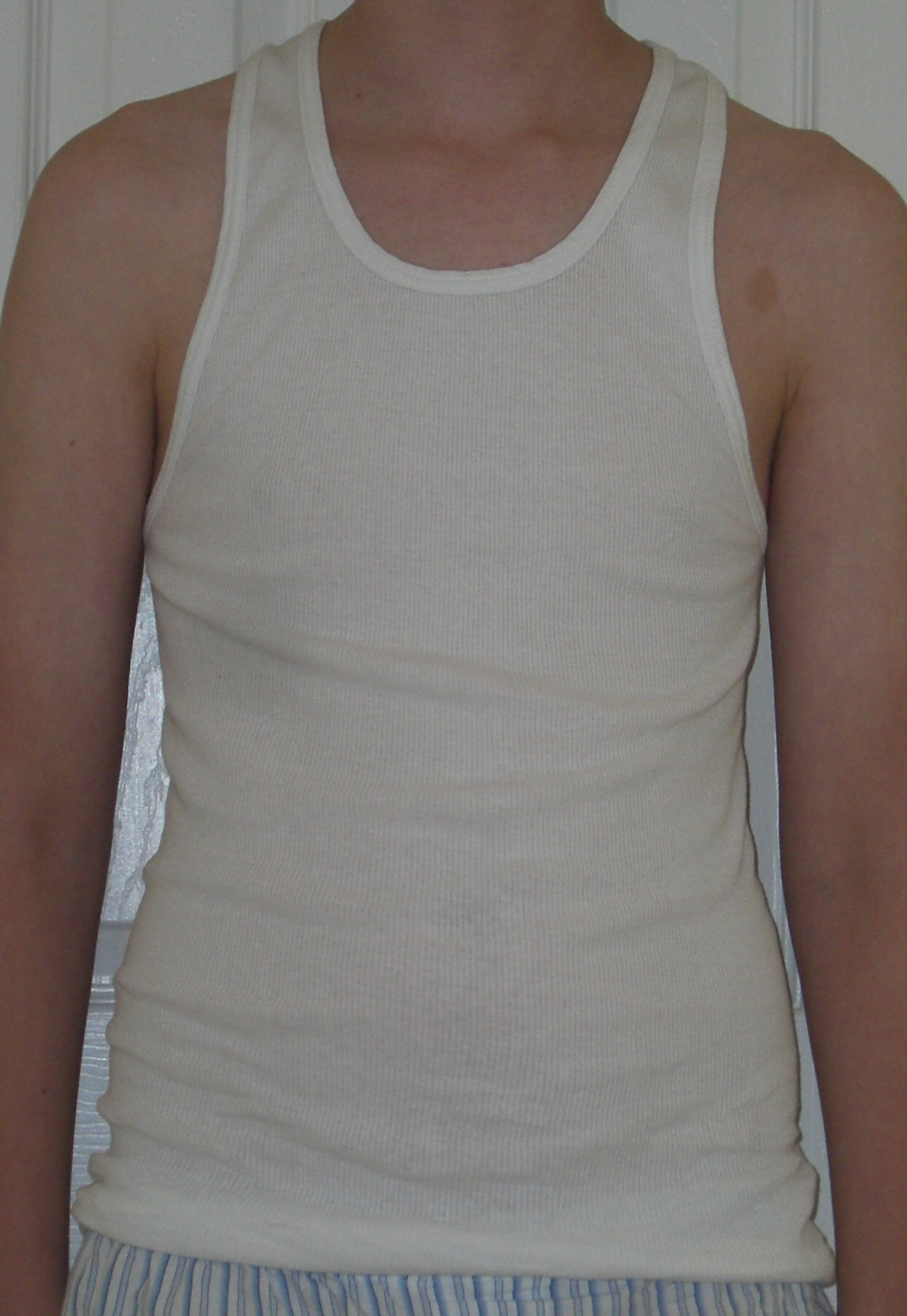
圆领贴身背心

### 挖背背心
或稱工字背心，此類背心的基本設計與運動背心無異，但背面設計形近似於“工”字，使後背兩側形成弧形缺口。挖背背心適用於男女，因其能展現後背肌肉線條而為許多健美人士所愛。

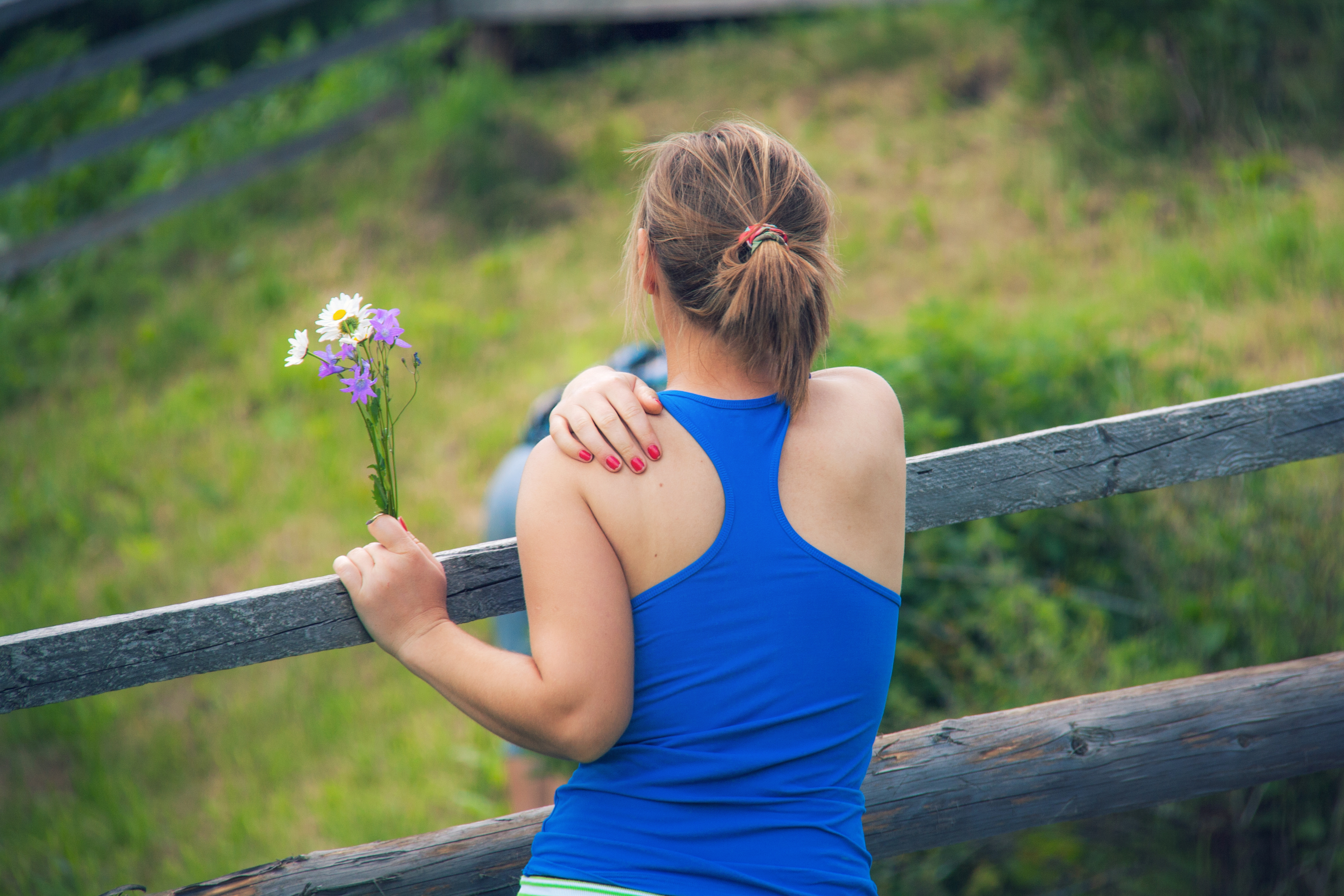
挖背背心

### 吊帶背心
又稱小可愛，主要由女性穿著，特徵為細窄的肩帶及合身的剪裁，使其穿起來更能凸顯身材曲線。由於吊帶背心具有涼快和易於搭配的特性，許多女性在夏天時都偏愛穿吊帶背心；也有女性在私下把它當作便服穿著。顏色多變，深受女性歡迎。

### 無袖T恤
無袖T恤即為「沒有袖子的T恤」，其設計比運動背心寬鬆，袖孔較窄，領口近於T恤的圓領或V領。

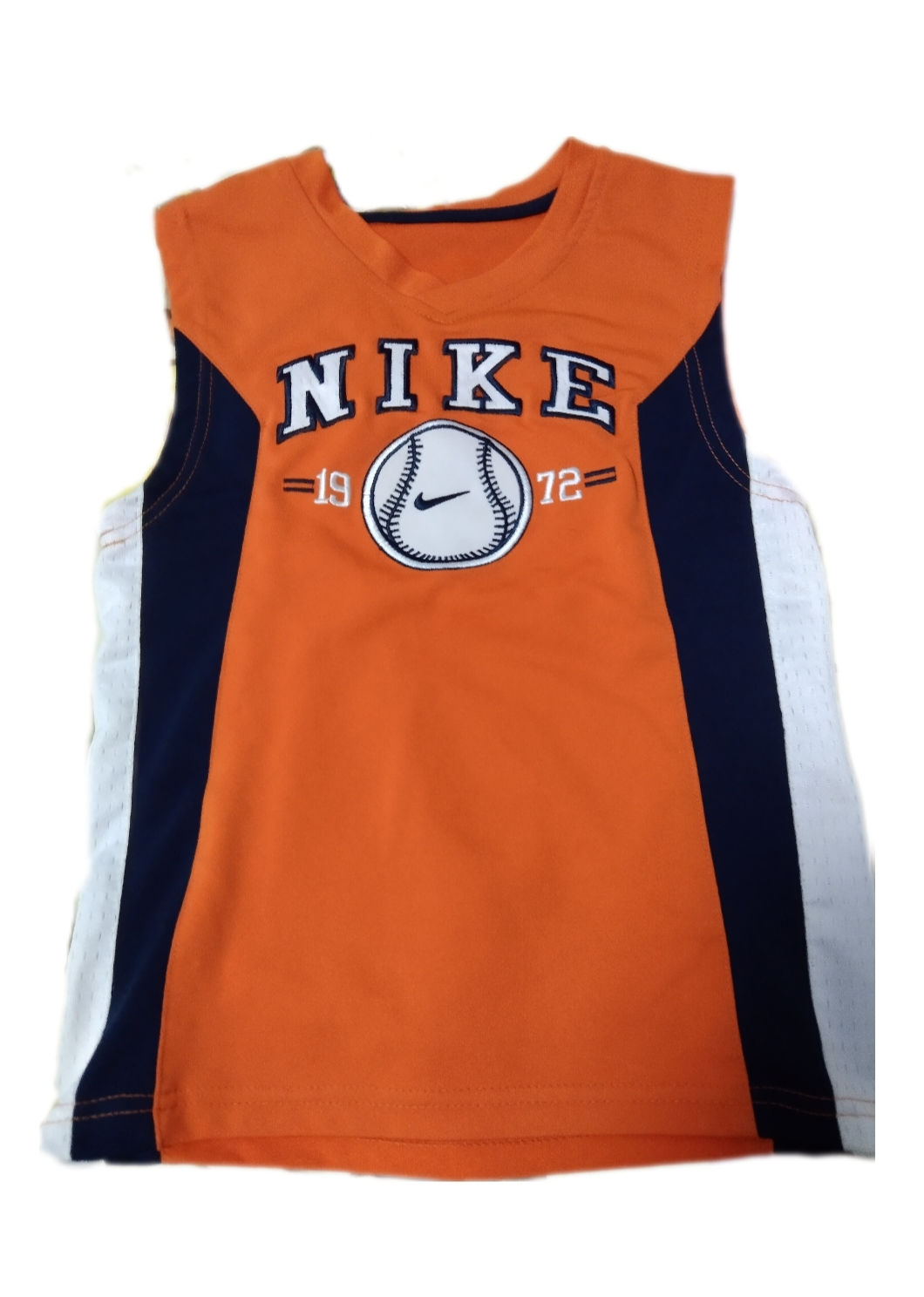
一件橙色無袖T恤

### 背心外套
作為外套的背心，通常穿在襯衫之外。
- 西裝背心（亦稱馬甲）在前襟附有鈕扣，與西裝搭配，一般穿於襯衫外面。

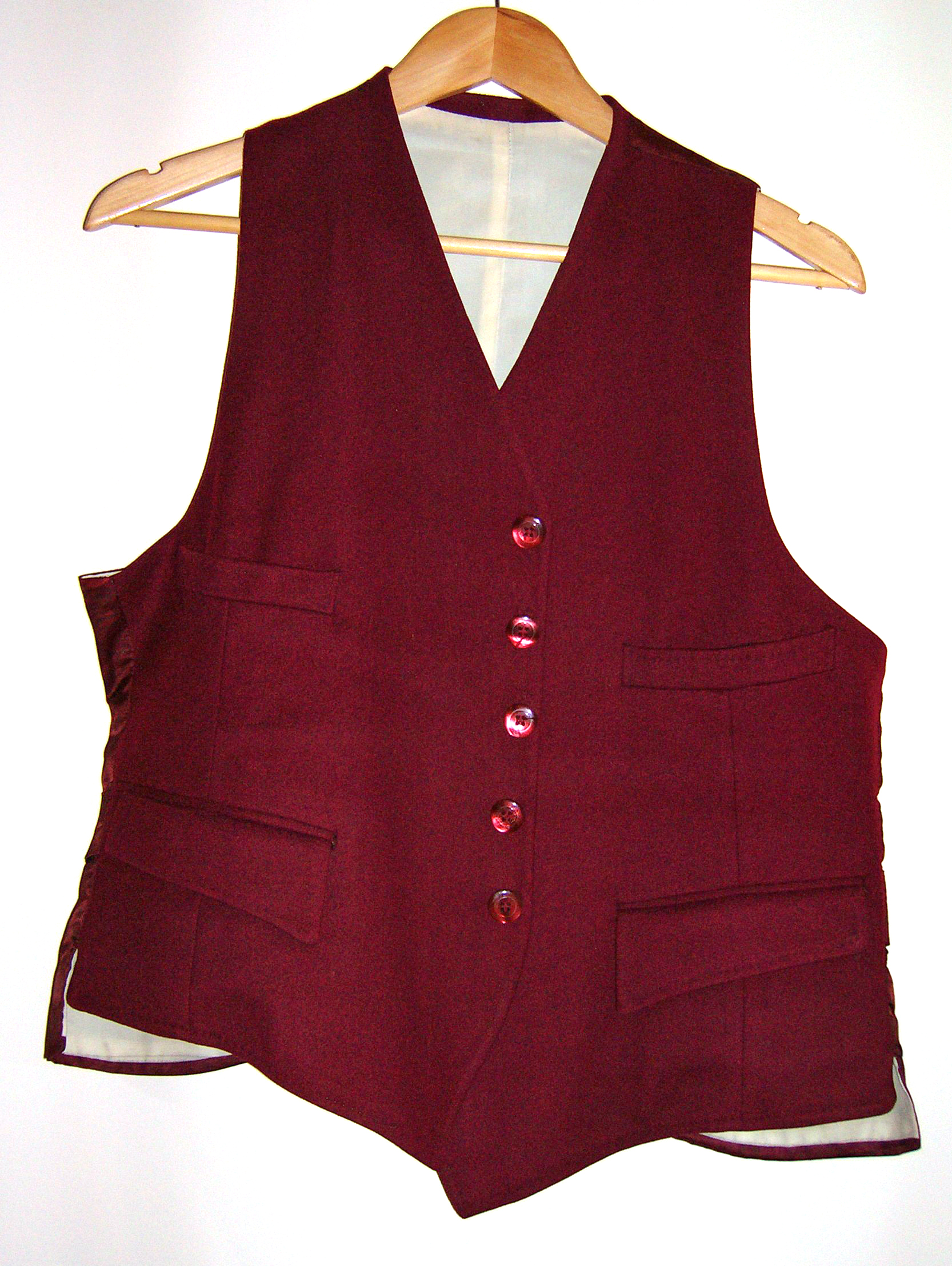
与西装配套，穿于衬衫外面的西裝背心

### 冷凍背心
冷凍背心（亦稱空調背心等等；英文：Cooling Vest）是一種具備降溫功能的背心，內藏冰袋，部分甚至配備風扇。冷凍背心是為到於高溫環境下工作的人士所設計，用以降低身體所需要承受的酷熱溫度，避免引起中暑情況；冷凍背心被熔爐工人、建築工人及消防人員等採用。

### 反光背心
為顯眼的螢光黃或橘色，並有高反光的條紋，通常為交通警察、鐵公路和機場地勤工作人員及建築工人所穿著，法國等國家以法律規定汽車車主需在車上備有反光背心，使其他人、車易於察覺而降低碰撞事故發生。

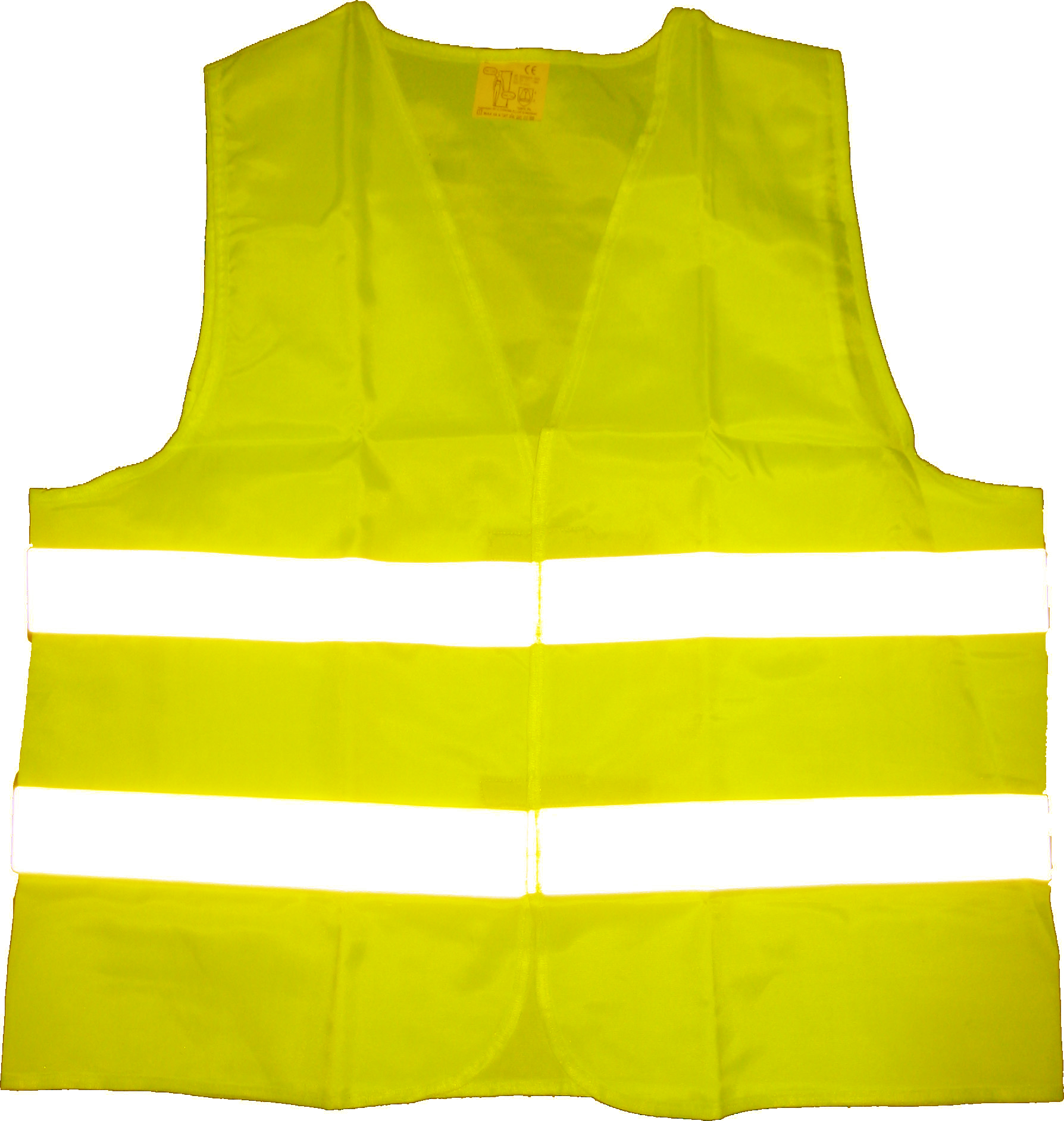
反光背心

### 防彈背心
背心內裝有可防止子彈或爆裂物破片穿透的金屬或陶瓷等材質，降低甚至避免對於人體內臟的傷害，通常為軍人、警察、保全人員所穿著，一些政治人物及企業高階人員也會穿著。

## 图库

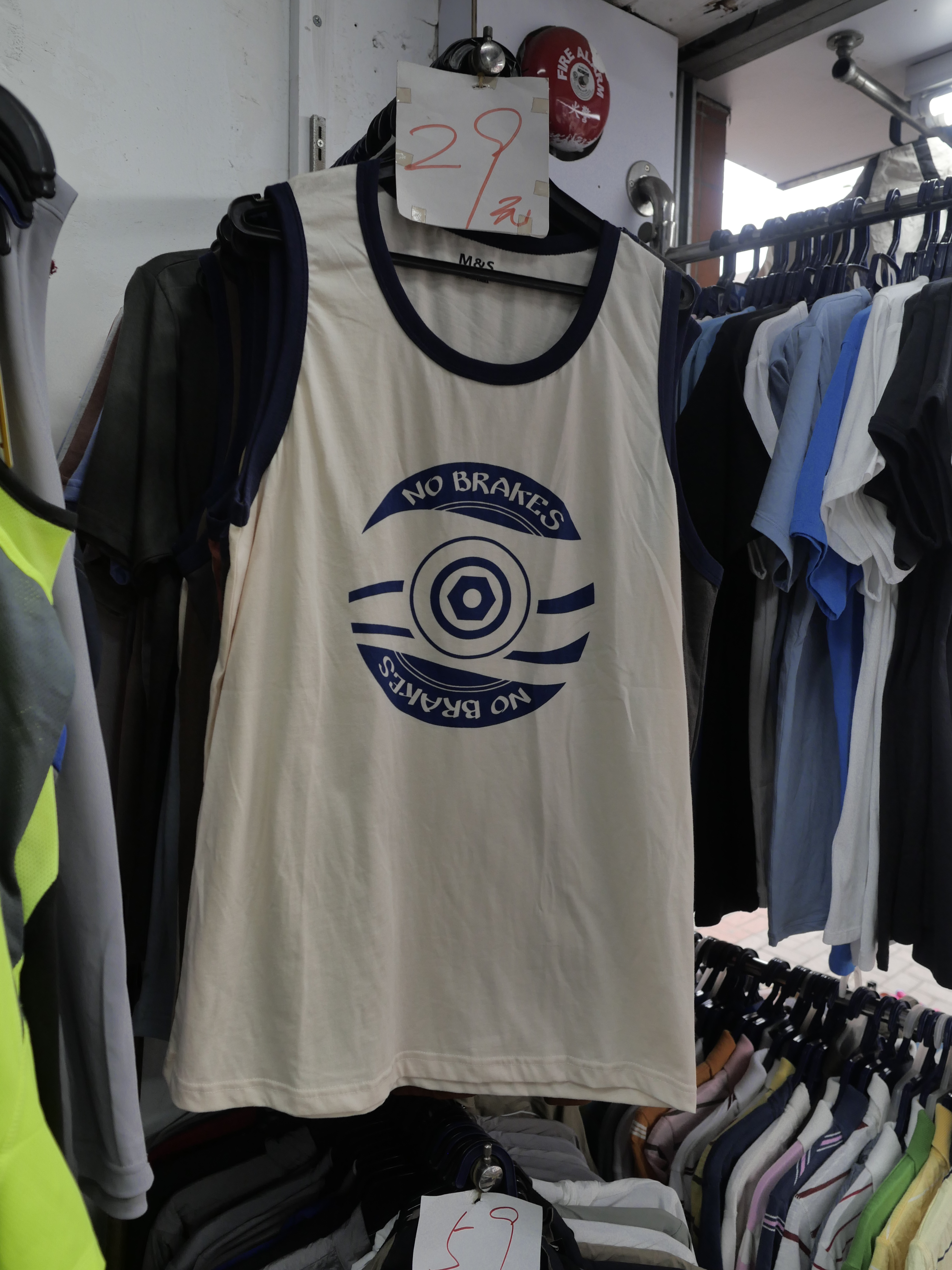
带轮子图案的白色背心，香港屯门。
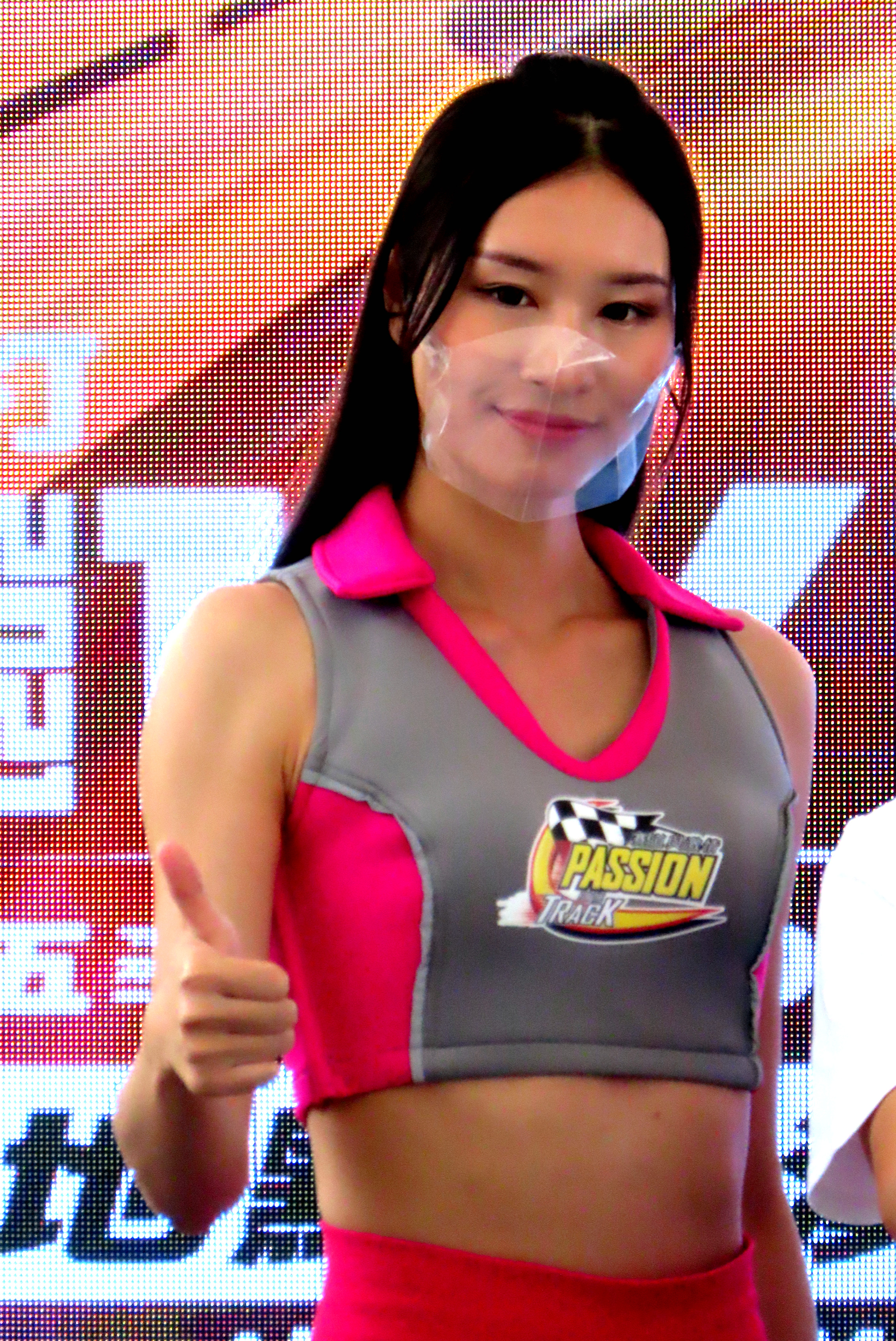
模特兒穿著的运动背心
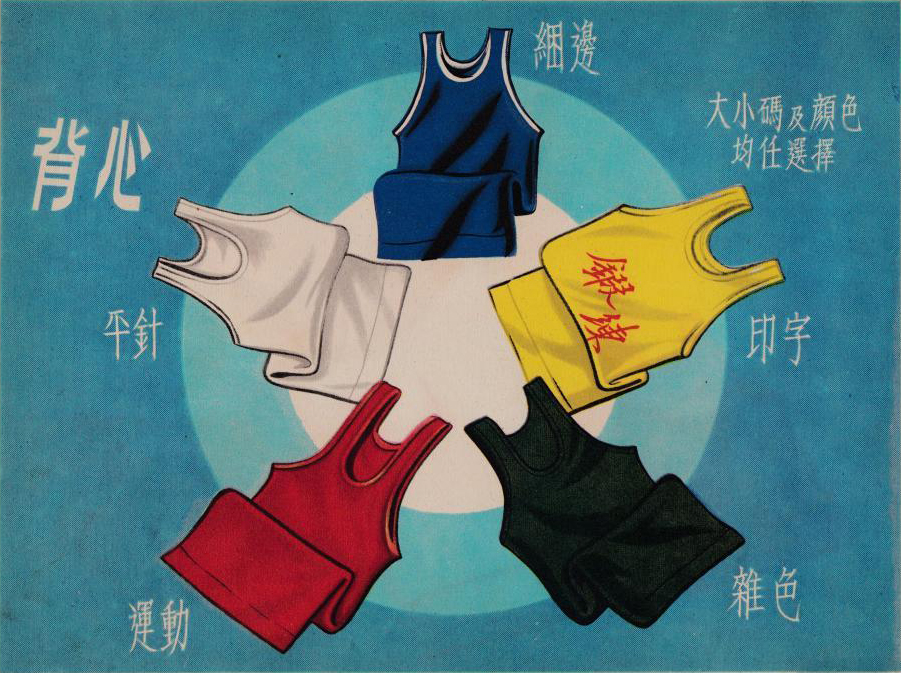
1950年代的中國大陸背心廣告，當時已經有各種款式。
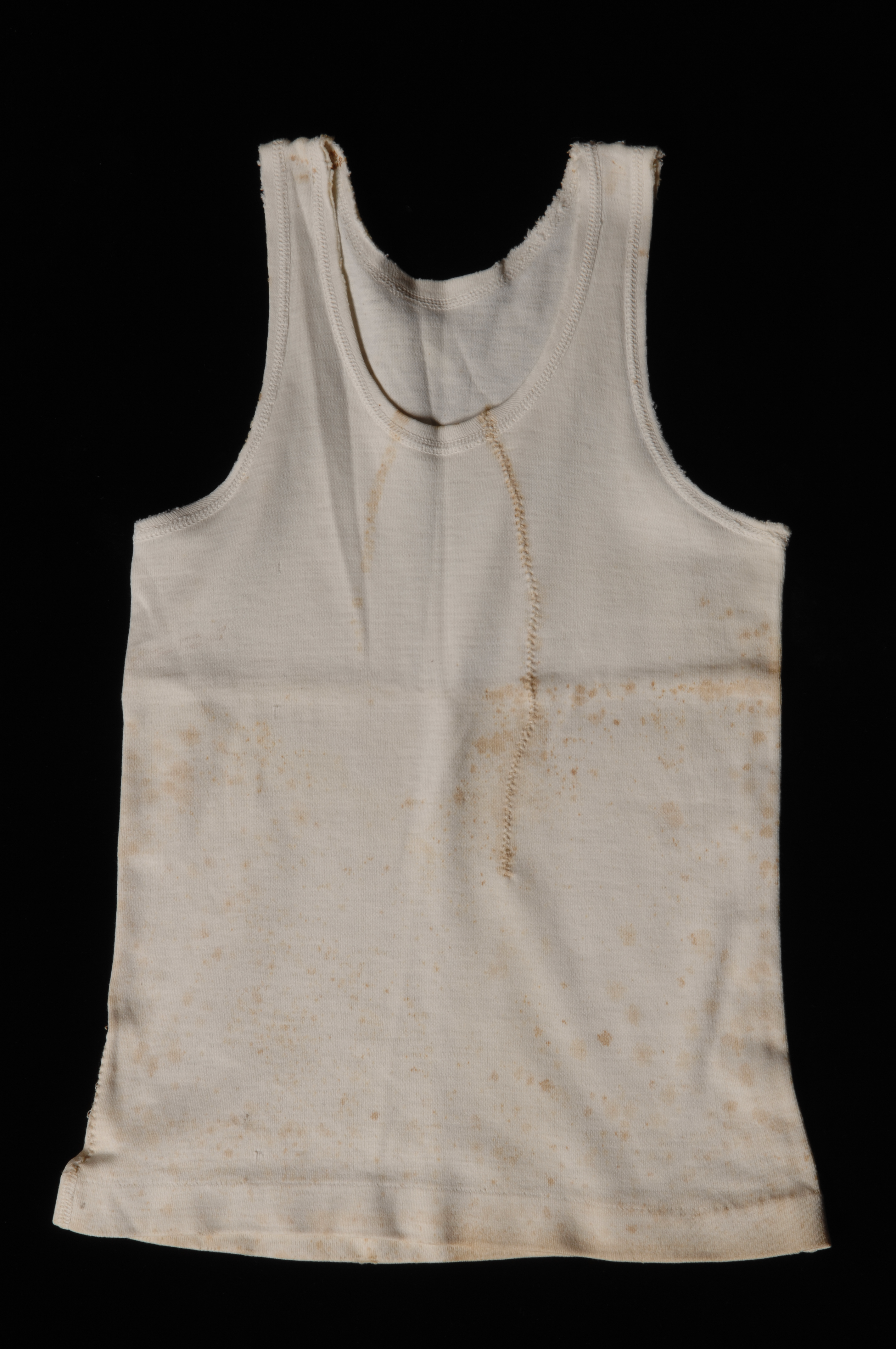
约1939年至1941年的男童背心（有缝补痕迹），现藏于荷兰鹿特丹博物馆（英语：Museum Rotterdam）。
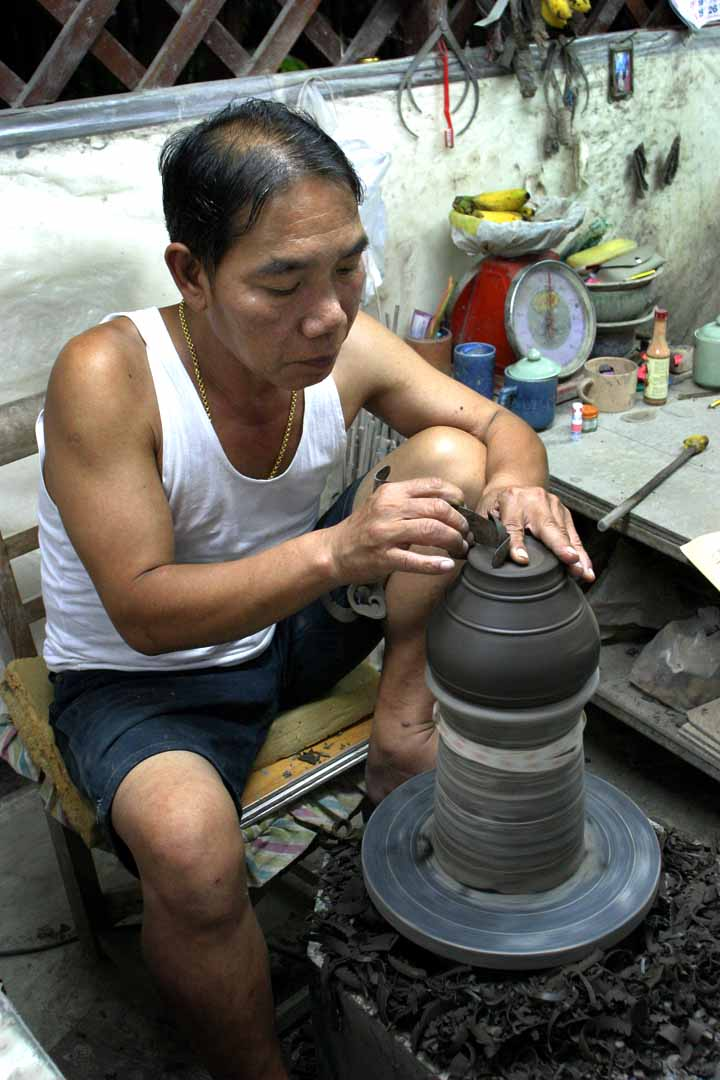
穿背心的泰国陶工
哈尔达尔·纳格
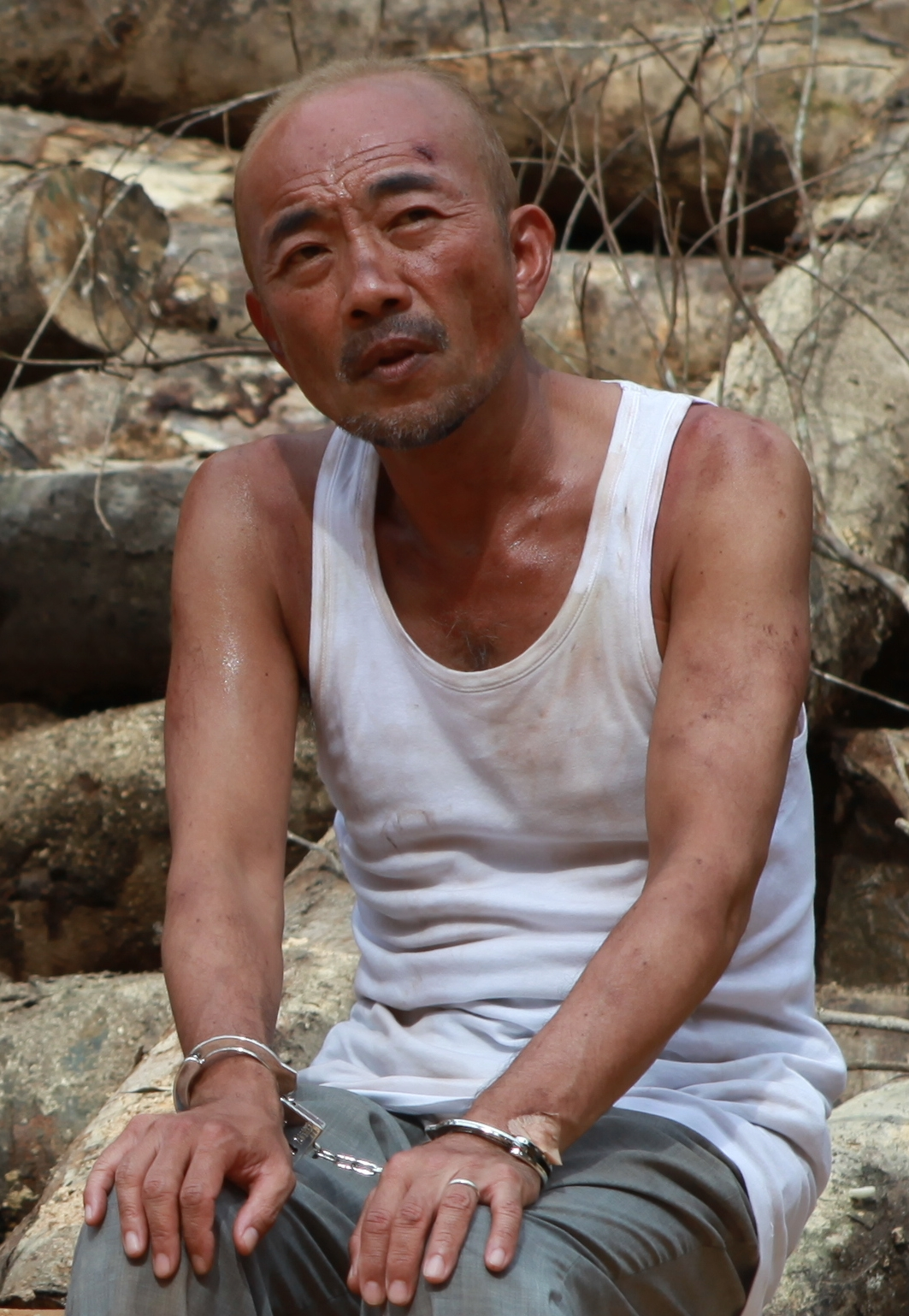
竹中直人
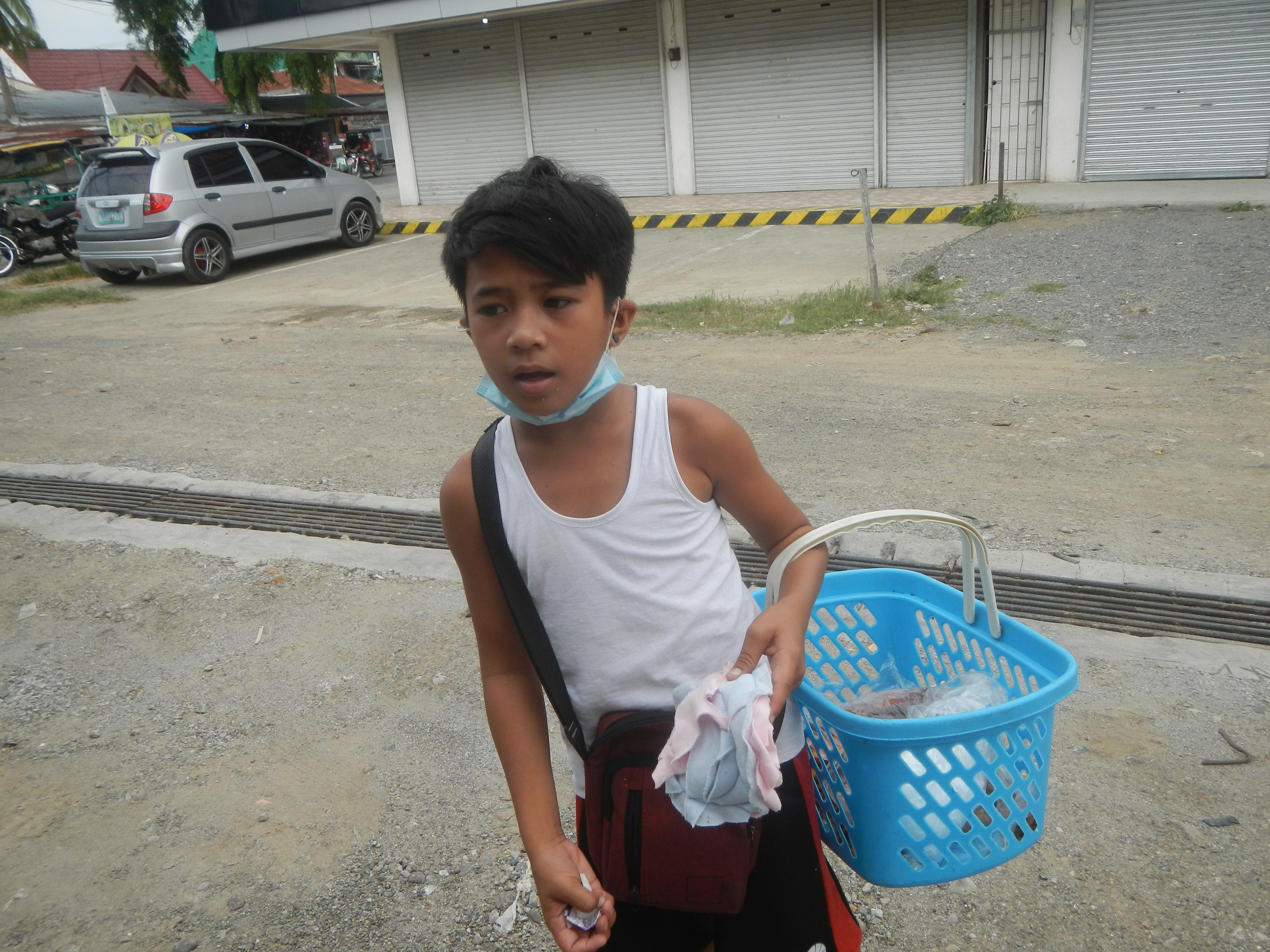
到街上售卖的菲律宾男孩